# HMS Royal Sovereign (1857)
HMS Royal Sovereign blev påbegyndt i 1849 som et af de fire 120-kanoners linjeskibe i Duke of Wellington-klassen. Skibene skulle være de hidtil største i Royal Navy, men de blev alligevel overhalet af udviklingen, da den franske flåde søsatte det første skruedrevne linjeskib, Napoleon i 1850. Det udløste hektisk aktivitet i England, hvor de fire skibe i stedet blev bygget færdige i en 9,1 meter længere udgave med plads til maskineri og 131 kanoner. Royal Sovereign var det sidste i serien, og det blev søsat i 1857, men da det var ved at være færdigt, var der ikke længere brug for det, så det blev ikke udrustet til aktiv tjeneste. Navnet betyder "den kongelige hersker".

## Tårnskib
I mellemtiden var de første panserskibe blevet bygget, og de havde med ét slag gjort linjeskibene forældede. Nogle af de nyeste linjeskibe blev ombygget til panserfregatter med kanonerne anbragt i bredside som på de gamle linjeskibe. En mere radikal løsning blev foreslået af opfinderen og søofficeren Cowper Phipps Coles, der havde konstrueret drejelige kanontårne, som han fik lov til at montere på Royal Sovereign. Arbejdet gik i gang i april 1862, og de to øverste dæk blev fjernet fra skibet, så det fremstod som et kystforsvarsskib med ret lavt fribord. Royal Sovereign var færdigbygget i august 1864 og blev dermed det første britiske panserskib med kanontårne.

## Artilleri
I de oprindelige planer indgik der fem kanontårne, der hver enten skulle have to 68 punds kanoner eller en enkelt 100 punds. Man endte dog med fire tårne, som i stedet fik kraftigere kanoner. Det forreste tårn havde 2 kanoner, mens de tre andre havde én. Tårnene var anbragt på centerlinjen, så de alle kunne bruges i bredsiden. De nye kanoner var to riflede 21,5 cm forladere og 3 glatløbede, der kunne affyre 168 punds granater. In 1867 blev de alle erstattet med 22,9 cm riflede forladere.
I Royal Navy ønskede man at afprøve modstandskraften i de nye kanontårne. Den 15. januar 1866 lod man HMS Bellerophon affyre tre skud fra en af sine 22,9 cm kanoner mod det agterste tårn på Royal Sovereign, på en afstand af kun 180 m. Det viste sig, at selv om der kom buler i tårnet, og dets bagside blev gennembrudt, så blev det ved med at fungere.

## Tjeneste
Skibet gjorde tjeneste i den engelske kanal, med base i Portsmouth. Det meste af tiden gik med at afprøve kanontårne og kanoner, og allerede i oktober 1866 udgik det af aktiv tjeneste. I juli 1867 kom Royal Sovereign igen under kommando, og deltog i sommerens flåderevy, hvorefter det blev en del af flådens artilleri-skole, HMS Excellent, til 1873. Derefter lå det i reserve til salget i maj 1885.